# Гарсия Куэста, Мигель
Мигель Гарсия Куэста (исп. Miguel García Cuesta; 6 октября 1803, Макотера, королевство Испания — 14 апреля 1873, Сантьяго-де-Компостела, королевство Испания) — испанский кардинал. Епископ Хаки с 14 апреля 1848 по 5 сентября 1851. Архиепископ Сантьяго-де-Компостелы с 5 сентября 1851 по 14 апреля 1873. Кардинал-священник с 27 сентября 1861, с титулом церкви Санта-Приска с 21 мая 1862.